# Banksia archaeocarpa
Banksia archaeocarpa és una espècie extinta d'arbre o arbust de la família Proteaceae. Una pinya de Banksia trobada en estat fòssil al Kennedy Range d'Austràlia Occidental va ser descrita l'any 1983 per Ken McNamara i s'assembla molt a l'actual B. attenuata (Candlestick Banksia).